# Pennington Gap
Pennington Gap – miasto w Stanach Zjednoczonych, w stanie Wirginia, w hrabstwie Lee.